# Stele Maraş 11

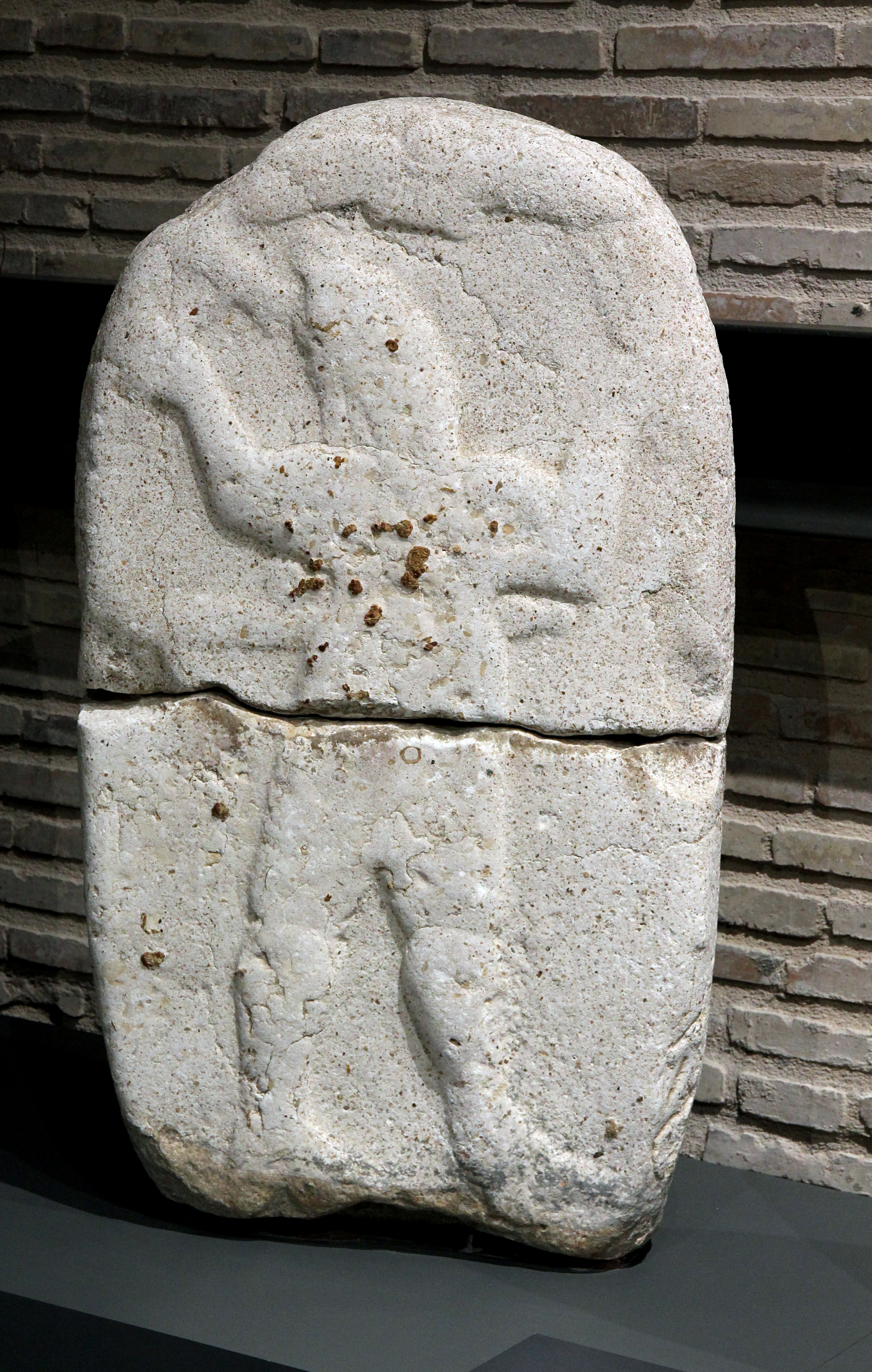
Maraş 11

Die Stele Maraş 11 ist ein späthethitisches Monument aus der Umgebung von Maraş in der südlichen Türkei. Sie ist im Archäologischen Museum Adana ausgestellt und hat die Inventarnummer 1721.

## Erforschung
Die Stele wurde 1929 durch den deutschen vorderasiatischen Archäologen Hans Henning von der Osten im Gebiet des Hügels Kara Maraş Hüyük bei Maraş, der heutigen Provinzhauptstadt Kahramanmaraş, entdeckt. Von ihm stammt auch die erste Veröffentlichung. Als nächster publizierte Helmuth Theodor Bossert 1958 eine Beschreibung der Stele. Der deutsche Archäologe Winfried Orthmann beschrieb sie 1971 in seinen Untersuchungen zur späthethitischen Kunst unter der Nummer Maraş B/5, der britische Hethitologe John David Hawkins nahm sie 2000 unter der Bezeichnung Maraş 11 in sein Corpus of Hieroglyphic Luwian Inscriptions auf.

## Beschreibung
Die oben gerundete Stele aus Basalt ist etwa in der Mitte waagrecht durchgebrochen. Sie ist 1,05 Meter hoch und 0,56 Meter breit und in schlechtem Erhaltungszustand. Auf der Vorderseite ist in flachem Relief ein Wettergott in typischer Pose dargestellt. Er ist nach rechts gewandt mit Bart und Zopf abgebildet. Seine Bekleidung besteht aus einem Hörnerhelm, einer kurzen Tunika mit Gürtel, die über den Knien endet, und Schnabelschuhen. Auf Gürtelhöhe trägt er ein Schwert. Die rechte Hand hält ein dreizackiges Blitzbündel vor den Körper, die linke eine Doppelaxt nach hinten. Über dem Kopf schwebt eine Flügelsonne.

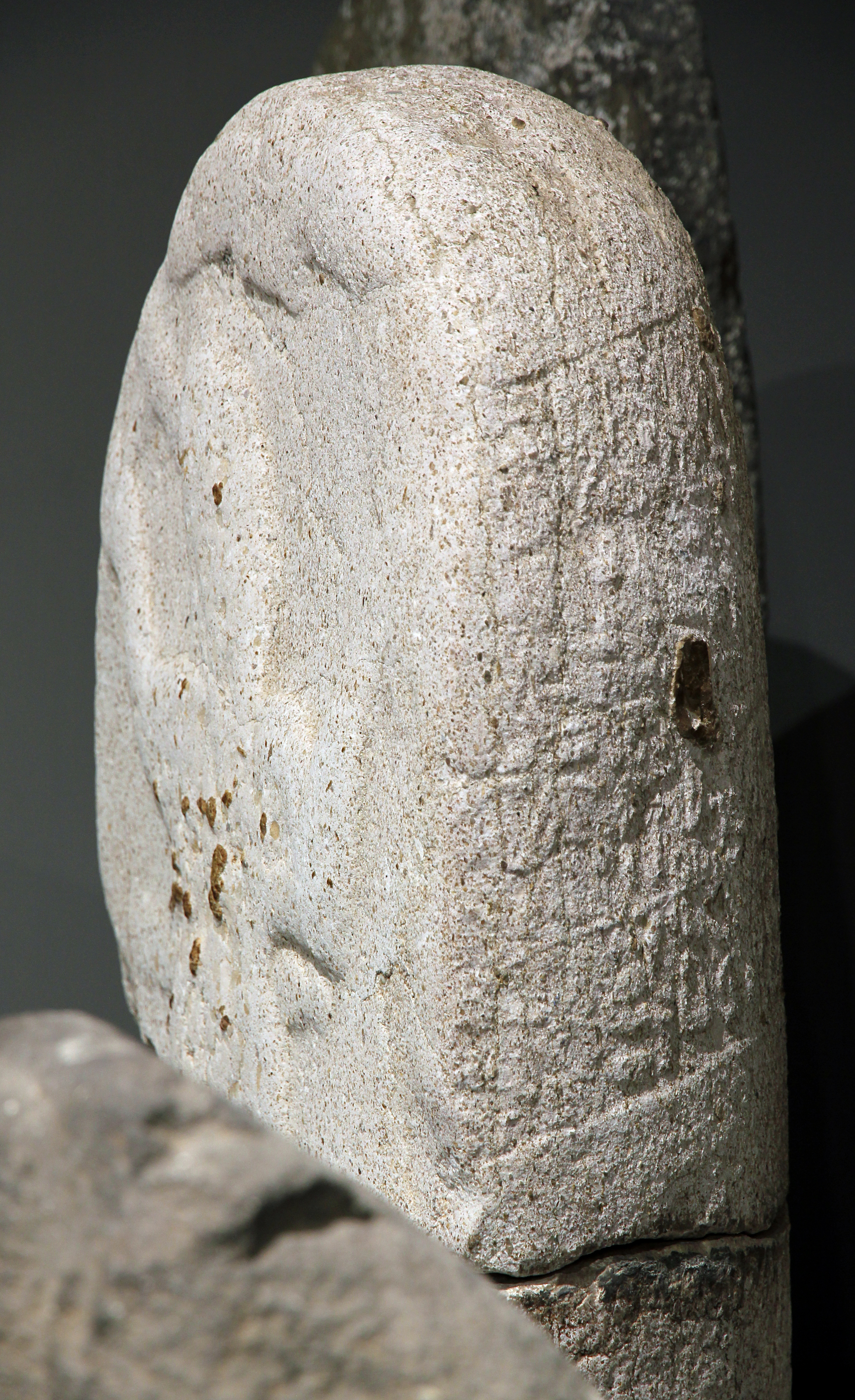
Rechte Seite mit Schrift

Die Rückseite der Stele trägt eine vierzeilige Inschrift, die über die abgerundete Kante zur rechten Schmalseite hin weiterläuft. Der stark verwaschene Text beginnt rechts oben in Linie 1 und verläuft bustrophedon weiter, wobei er nur die obere Hälfte des Steins einnimmt. Die acht Zentimeter hohen Zeilen sind durch waagrechte Linien getrennt, von der obersten Zeile ist nichts mehr erkennbar. Auch der Rest der Inschrift ist durch den sehr verwitterten Zustand nur noch fragmentarisch lesbar. Es werden Tarhunzas und der Mondgott Halpawassus erwähnt sowie ein Opfer von drei Schafen an den ersteren Gott.
Aufgrund des Zustands des Werkes und der schlechten Lesbarkeit des Textes ist eine Datierung schwierig. Orthmann ordnet die Stele der Periode Späthethitisch II/IIIa zu, was etwa dem 9. Jahrhundert v. Chr.entspricht. 